# Дженчураев, Джаманкул Дженчураевич
Джаманку́л Дженчура́евич Дженчура́ев (1 января 1907, Талды-Булак, Семиреченская область — 2 ноября 1990, Фрунзе) — киргизский и советский писатель, писавший на киргизском и русском языках.

## Биография
Родился в 1907 году в селе Талды-Булак (ныне — в Чуйском районе Чуйской области).
В 1927—1929 годы учился в Объединённой Среднеазиатской военной школе имени В. И. Ленина на кавалерийском отделении, в это время неоднократно участвовал в операциях по ликвидации басмаческих банд.
С 1930 года — командир взвода в войсках ОГПУ 68-го оперативного дивизиона, на юге Киргизии и Казахстане, и в 79-м Краснознамённом кавалерийском полку в Таджикистане.
Член ВЛКСМ с 1921 года. В 1931 году становится членом ВКП(б).
В 1931—1933 годах участвует в Кара-Кумских и Мангышлакских операциях против банд басмачей, а с 1934 по 1940 год служит в Казахстане на заставах 49-го и Краснознамённого Бахтинского погранотрядах.
22 июня 1941 года война застала Джаманкула на польской границе (застава севернее Бреста). Пограничники под командованием Дженчураева с боями отступали до самой Москвы, а затем и обороняли столицу.
2 декабря 1941 года рота пограничников под командованием капитана Дженчураева перекрыла Можайское шоссе близ станции Голицыно. Им противостоял ударный 478-й мотопехотный полк Вермахта в количестве 3000 человек с танками и орудиями. В результате дерзко проведённой операции у посёлка Юшково пограничники временно взяли контроль над селом и внесли дезорганизацию в действия войск противника. Документы об этой боевой операции хранятся в музеях Министерства Госбезопасности городов Москвы и Голицыно.
4 декабря 1941 года приказом начальника войск Западного фронта НКВД капитану Джаманкулу Дженчураеву присвоено воинское звание майора за отвагу и мужество при обороне Москвы, а 19 декабря 1941 года Указом президиума Верховного Совета СССР за образцовое выполнение боевого задание и доблестное мужество он был награждён орденом «Красного Знамени». В том же 1941 году был награждён орденом «Красная Звезда» и медалью «За отвагу».
Выйдя в отставку, подполковник Дженчураев написал и издал более десяти книг, мемуаров и воспоминаний на русском и киргизском языках: «По следам басмачей», «Фронтовые записки пограничника», «Из кууп», «Конец волчьей стаи», «Чалгынчылар», «Ыйык чектин сакчылары», «Следы в барханах» и др., которые неоднократно переиздавались.
Скончался 2 ноября 1990 года в отделении спецполиклиники города Фрунзе, где находился на профилактическом лечении. Похоронен на Ала-Арчинском кладбище Бишкека.

## Память
Именем Джаманкула Дженчураева названа пограничная застава «Токмок» войсковой части 2026 Чуйского пограничного отряда Пограничной службы Кыргызской Республики.
22 июня 2011 установлена мемориальная доска на фасаде дома, где жил Джаманкул Дженчураев.

## Изданные книги
- По следам басмачей. — Фрунзе: Киргизгосиздат, 1962.
  - 2-е изд. — Фрунзе: Киргизгосиздат, 1964.
  - 2-е изд., испр. — Фрунзе: Кыргызстан, 1966.
- Фронтовые записки пограничника. — Фрунзе: Кыргызстан, 1967.
- Конец волчьей стаи. — Фрунзе: Кыргызстан, 1971.
  - 2-е изд. — Фрунзе: Кыргызстан, 1987.
- Следы в барханах: Рассказы: Для сред. шк. возраста. — Мектеп, 1983.
- Разведчики: Повесть и рассказы для юношества. — Адабият, 1990.